# 601
601 (DCI) var ett normalår som började en söndag i den julianska kalendern.

## Händelser

### Okänt datum
- Liuva II blir kung över visigoterna.[1]

## Födda
- Hongren, buddhistpatriark av den kinesiska Tangdynastin
- Sigibert II, frankisk kung av Burgund och Austrasien 613 (född detta år eller 602)
- Zhangsun (Tang Taizong), kinesisk kejsarinna.
- Æthelburh av Kent, drottning av Northumbria

## Avlidna
- Reccared, visigotisk kung